# 浅川会
浅川会は、大阪の吹田を本拠地とする暴力団。かつては指定暴力団山口組の二次団体であった。

## 来歴
初代会長の浅川桂次は浅川一家（福岡）の初代総長・浅川一實の実の兄弟で、初代体制下の浅川一家で長年にわたり総長代行の役を務めた人物であった。当初は浅川一家の大阪支部として、また浅川一家が山健組の系列であったことから、山健組の大阪勢として活動。のちに山口組の直系（二次団体）となった。

### 山口組除籍
2000年代の後半頃に静岡の後藤組の処分問題が発生すると、神戸の井奥会、熊本の三代目大門会、福島の六代目奥州会津角定一家、大阪の二代目一心会、大阪の太田興業、そして福岡の浅川一家とともにこれに連座し、首領の浅川桂次が山口組を除籍となった。

## 会長：浅川桂次
1940年9月15日生。福岡の浅川一家を率いた浅川一實の実の兄弟で、1989年の12月に同団体の直参（二次団体首領）に昇格し、山口組の渡辺五代目から親子盃を受けた。初代浅川一家に活動した当時から、昔気質の“極道”の一面に併せて近代的な経営センスをも有する人材としての評価を獲得していた。その浅川一家の二代目総長・浅川睦男もまた実の兄弟であり、同人の率いる二代目浅川一家も浅川会に同じく六代目山口組の直参であったことから、山口組に唯一の“兄弟直参”として知られてもいたが、その浅川睦男とともに後藤組の処分問題に連座し、除籍という形で2008年に山口組を追われるに至った。